# Cornelis de Heem

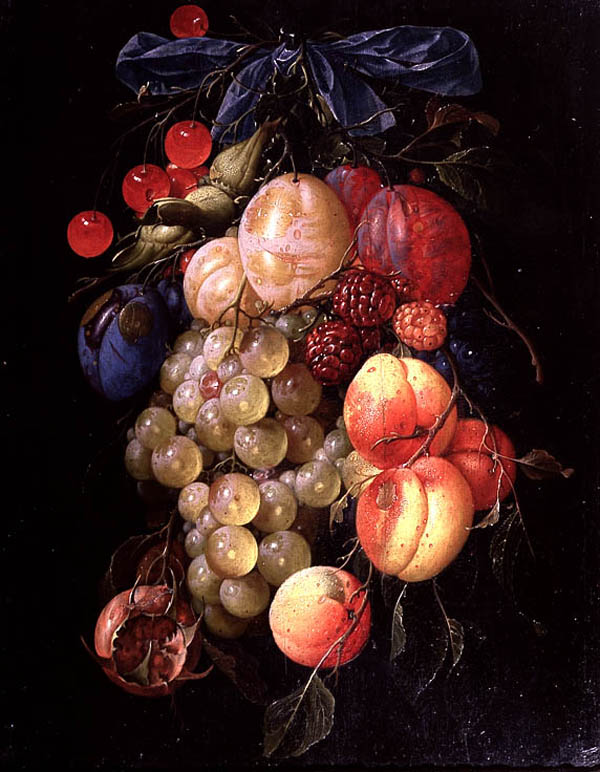
Fruitfestoen. Durham, The Bowes Museum Barnard Castle.

Cornelis de Heem (gedoopt Leiden, april 1631 – Antwerpen, 16 mei 1695) was een Zuid-Nederlands schilder die zowel met de Vlaamse barokschilderkunst als met de Hollandse schilderkunst van de Gouden Eeuw geassocieerd wordt.
Hij was zoon van Jan Davidsz. de Heem. Al op zeer jonge leeftijd — in ieder geval voor zijn zesde — verhuisden zijn ouders naar Antwerpen. De schilderijen uit zijn beginperiode zijn qua stijl nauw aan die van zijn vader verwant, wat doet vermoeden dat hij door hem persoonlijk is opgeleid. In 1660 werd De Heem toegelaten tot het Antwerpse Sint-Lucasgilde en vanaf 1667 tot en met eind jaren 80 was hij actief in Utrecht, IJsselstein en Den Haag.
Het is soms moeilijk zijn werk van andere leden van de familie De Heem te onderscheiden. Zowel zijn vader, als zijn broer Jan Jansz. I, zijn neef Jan Jansz. II en zijn zoon David Cornelisz., waren gespecialiseerd in bloemstillevens. Cornelis de Heems werk is echter vaak klein van formaat en hij had een voorliefde voor krachtige blauwe accenten. Bovendien week hij door de jaren heen steeds verder af van de stijl van zijn vader.
- Bibliothèque nationale de France: cb14975684f (data)
- Biografisch Portaal: 66062690
- Digitale Bibliotheek voor de Nederlandse Letteren: heem021
- Gemeinsame Normdatei: 131617745
- International Standard Name Identifier: 0000 0000 6664 1311
- KulturNav: 75376df0-117b-4fe2-87dc-7a6ba2f7df13
- Nationale Bibliotheek van Israël: 987007499154105171
- RKD-Nederlands Instituut voor Kunstgeschiedenis: 36837
- SNAC: w6vb051j
- Union List of Artist Names: 500018142
- Virtual International Authority File: 74126109
- WorldCat: E39PBJdCvcBgykhxRdgWQKCWjC